# Frogn
Frogn là một đô thị ở hạt Akershus, Na Uy.
Frogn được thành lập làm một đô thị ngày 1/1/1838 (xem formannskapsdistrikt). Thành phố Drøbak đã được sáp nhập vào Frogn ngày 1/1/1962.
Frogn is nằm ở phía nam của bán đảo giữa Oslofjord và Bunnefjorden. Nó giáp Nesodden, Ås và Vestby. Drøbak là trung tâm của đô thị Frogn.